# Beleg van Deventer (1578)
Het Beleg van Deventer vond plaats tijdens de Tachtigjarige Oorlog, in het jaar 1578. De stad Deventer werd gedurende enkele maanden belegerd door Staatse troepen onder leiding van George van Lalaing, graaf van Rennenberg. De belegering begon op 3 augustus en maakte deel uit van het besluit van de Staten-Generaal om de gewesten Holland en Utrecht beter te beschermen tegen plunderingen. In de stad was al sinds 1572 het Duitse Polweiler-regiment gelegerd, dat in opdracht van landvoogd Don Juan van Oostenrijk de stad voor de Spanjaarden verdedigde. Nadat de graaf van Rennenberg een aantal strategische adviezen van Johan van den Kornput had toegepast, was de stad bereid tot onderhandelingen over een overgave; op 19 november 1578 gaf de stad zich over aan de Staatse troepen.

## Situering

### Status
Deventer had in de middeleeuwen een hoge status in de Nederlanden en het was de belangrijkste plaats in Overijssel. Deventer had al vroeg stadsrechten, die waarschijnlijk voor het eerst werden vastgelegd in de 11e eeuw. De stad was een van de eerste Nederlandse steden die zich aansloot bij het Hanzeverbond, waardoor het een belangrijke handels- en stapelplaats werd. Er werd onder andere met het Noorse Bergen handel gedreven in stokvis. Tot ver in de 16e eeuw waren er in Deventer vijf jaarmarkten waar werd gehandeld in vele goederen, zoals linnen, pelzen, hout en zandsteen. Steden in de omgeving profiteerden van de gedreven handel en ontvingen tolinkomsten.
Op religieus vlak had Deventer ook een voorname rol. Van invloed hierop was onder meer dat Geert Grote, grondlegger van de Moderne Devotie, in de 14e eeuw in de stad woonde. Hij zette diverse instellingen op, die bijdroegen aan de verspreiding van het humanisme vanuit onder meer Deventer. De stad kende meteen na het uitvinden van de boekdrukkunst een aantal actieve boekdrukkers. Ook in de kerkelijke organisatie was Deventer belangrijk. Bij de herindeling van bisdommen in 1559 werd Deventer aangewezen als een van de bisdomzetels in de Nederlanden.
Door die grote economische en religieuze belangen had de stad vanouds veel invloed in het voormalige Oversticht en het verdere achterland. De toekomst had op beide gebieden voor Deventer echter weinig goeds in petto.

### Opbouw Deventer

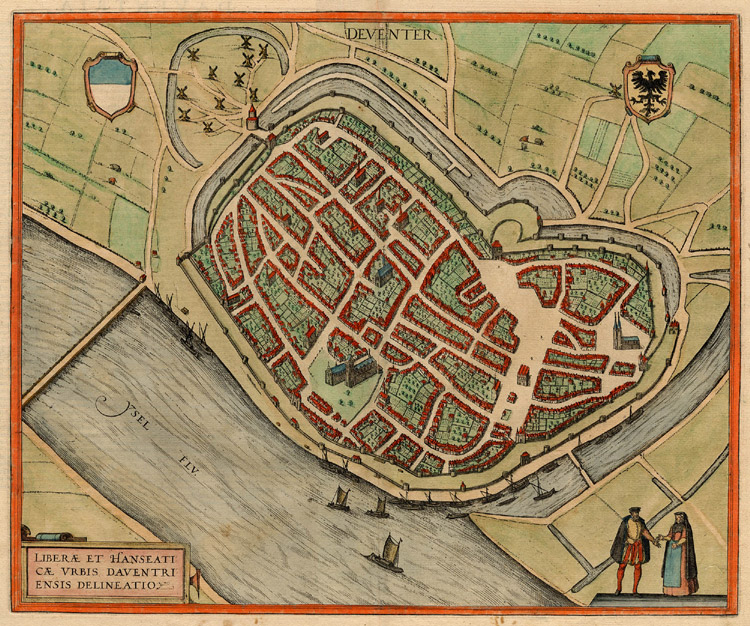
Deventer

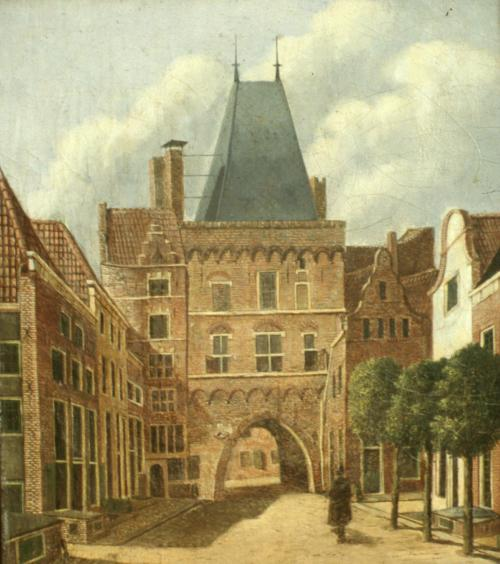
De voormalige Binnen-Vispoort in Deventer, afgebroken in 1838. H.A. Noordijk

Deventer was een ommuurde vestingstad, gelegen op drie rivierduinen aan de IJssel. De ommuring bestond uit een dubbele verdedigingsmuur en kende allerlei torens op strategische plaatsen. De binnenste stadsmuur werd gebouwd tussen 1250 en 1325 en had diverse torens. In 2007 opgegraven restanten van een van deze torens hadden een muurdikte van circa 1,2 meter. De binnenste stadsmuur was van tufsteen gebouwd, in plaats van het gebruikelijke baksteen. Later in de 14e eeuw werd aan de buitenkant van de bestaande muur, op ongeveer 8 meter afstand, een tweede stadsmuur gebouwd van baksteen. Deze muur werd in 1360 opgeleverd en had onderaan een dikte van 3,5 meter.
Een van de torens die deel uitmaakte van de verdedigingswerken, was de Noordenbergtoren. Deze stond aan de noordwestkant van de stad en was gebouwd rond 1487. Deze ronde toren was circa zestig meter hoog en de muren waren ongeveer zes meter dik. Als voorbeeld voor het ontwerp van de Noordenbergtoren was de (nog bestaande) Bourgonjetoren van het kasteel Duurstede. gebruikt. Oorspronkelijk stond de toren vlak buiten de stadsmuren, maar door stadsuitbreidingen kwam de toren in de stad te staan, waardoor hij de functie van vooruitgeschoven wachtpost verloor. Aan de andere kant van de stad, nabij de Bergkerk, stond de Steckelentoren. Niet lang voor het beleg van Deventer was de stad nog door Gelderse milities vanuit de Veluwe aangevallen. Deze milities streden aan de zijde van de Staten-Generaal en stonden onder leiding van Wolter Hegeman. De stad kon deze aanvallen afslaan, maar besloot hierop wel de verdedigingswerken te versterken.
Bij de stad lag een paalbrug over de IJssel die in 1570 deels verloren was gegaan door een stuwende ijsmassa op de IJssel in combinatie met de druk van het water. De stad had niet direct geld om de brug te herbouwen. In 1576 schonk Filips II vijftig eikenbomen aan de stad, waarmee de brug werd hersteld. Van de brug, die aanlandde ter hoogte van de Noordenbergtoren, werd gezegd dat ze geen gelijke had ("die heures gelijcken niet en hadde in den lande"). Sinds 1482 lag er al een brug bij Deventer, waardoor een groot deel van de handelswaar uit de Nederlanden naar Duitsland via Deventer ging. De brug bij Deventer benadrukte de strategische ligging van de stad. Vanwege de handel met de andere Hanzesteden waren ook de IJsselkade en de natuurlijke haven, ontstaan rond de monding van de Schipbeek in de IJssel, belangrijk voor de stad. Deventer werd aan de west- en zuidzijde geheel begrensd door deze waterstromen. Aan de andere zijden van de stad, was een gracht buiten de stadsmuur gegraven die net zoals de torens en muren deel uitmaakte van de verdedigingslinie.
In de stadsmuren waren aan de kant van de IJssel en Schipbeek vele poorten, om zo de handelaren een goede toegang tot de stad te bieden. De grotere poorten gaven verbinding met het achterland. Enkele bekende poorten waren: Noordenbergpoort (noordwesten), Brinkpoort (noorden), Bergpoort (oosten) en de Zandpoort (zuidwesten). Deze namen komen in een aantal huidige straatnamen nog terug. De meeste poorten zijn begin 19e eeuw gesloopt ten behoeve van stadsuitbreiding. De Bergpoort is in de tuin van het Rijksmuseum in Amsterdam herbouwd.

## Aanloop naar het beleg

### Don Juan van Oostenrijk

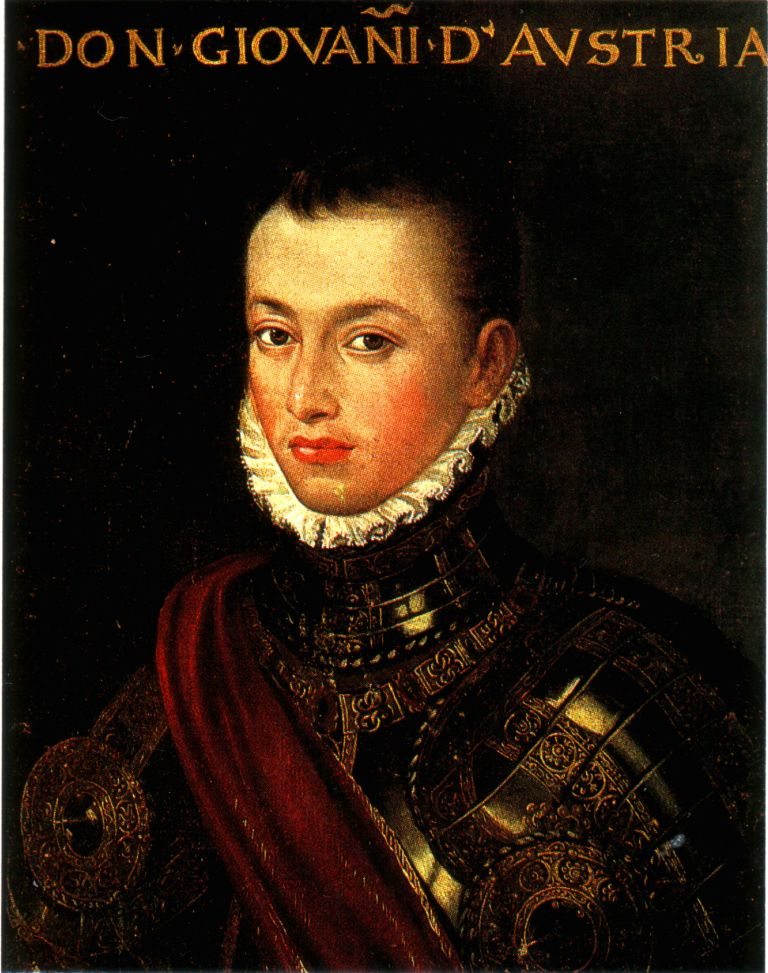
Don Juan van Oostenrijk

Deventer was al sinds 1568 toen de hertog van Alva een Waals garnizoen in Deventer had laten plaatsen, een garnizoensstad. Vanwege dit garnizoen werd de stad tijdens Oranjes tweede invasie in 1572 niet door Willem van den Bergh aangevallen, waar andere steden zoals Kampen en Zutphen wel werden belegerd. De stad bleef in Spaanse handen en ze werd dan ook niet belegerd en bestraft door de Spanjaarden die tijdens Don Frederiks veldtocht een groot deel van Overijssel heroverden.
Don Juan van Oostenrijk werd in 1576 door Filips II als landvoogd naar de Nederlanden gestuurd met als doel de opstand te onderdrukken zonder religieuze concessies te doen. Door zijn ingrijpen zouden orde en rust terug moeten keren. Don Juan besloot de Waalse troepen te vervangen door een Duits garnizoen waarmee hij de stad beter dacht te kunnen beschermen tegen aanvallen van Staatse troepen. Uit angst voor represailles van het garnizoen hield het Deventer stadsbestuur zich in 1576 afzijdig bij het opstellen van de pacificatie van Gent. De algehele leiding van het Duitse garnizoen lag bij Haurincourt, maar de belangrijkste man was Augustyn Ryck, die de uitvoerende taak had. Hij gaf de bevelen en orders aan de bezettende macht. Door de bevolking van Deventer werd hij als een tiran ervaren.
Het garnizoen moest worden betaald door het stadsbestuur van Deventer, dat al snel noodmunten moest laten slaan om de soldaten te kunnen blijven betalen. In de zomer van 1577 hadden de bezetters al gedreigd de stad in brand te steken als de betaling te laat zou plaatsvinden. Dit gebeurde uiteindelijk niet, maar soldaten plunderden wel diverse woningen. In 1578 eiste de garnizoensleiding 600 gulden per week. Ze wilden ook de kerkschatten weghalen om ze te laten omsmelten, zodat de troepen daarmee betaald konden worden. De Deventenaren konden deze plundering voorkomen. Het stadsbestuur besloot dat de kerkschatten niet door de kerkmeesters vervreemd mochten worden, omdat ze door de voorouders geschonken waren aan de kerk. Om het garnizoen te kunnen blijven betalen, werd al het stadszilverwerk opgeofferd, op een zestal bekers na.
Don Juan had begin 1577 het Eeuwig Edict ondertekend, waarmee hij de pacificatie van Gent erkende. Dit betekende in principe een wapenstilstand tussen de Spaanse en Staatse troepen. Het Eeuwig Edict werd al in juli 1577 door hem geschonden toen hij de Citadel van Namen veroverde. Eind januari 1578 versloegen de Spanjaarden Staatse troepen tijdens de Slag bij Gembloers. Het gevoel van onveiligheid en de angst voor plunderingen werd in de gewesten Holland en Utrecht steeds groter. Daarom wilde men de verdrijving van de Spaansgezinde troepen uit het noordoosten van de Nederlanden. Jan van Nassau drong hier in het bijzonder op aan tijdens een op 3 juni 1578 gehouden vergadering in Zutphen.

### Besluit tot belegering

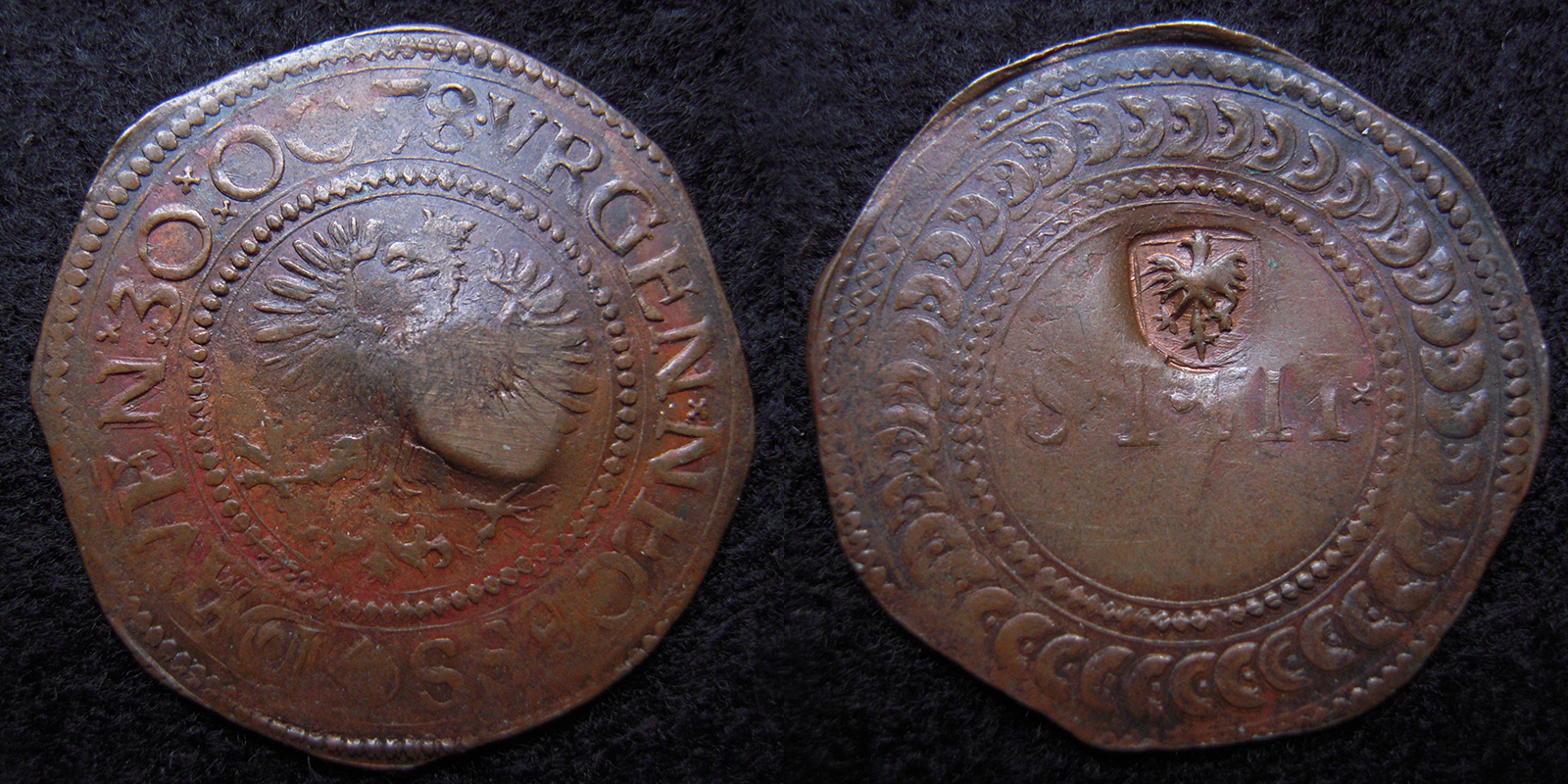
Noodmunt, te Deventer geslagen tijdens het beleg van Rennenberg

De Staten-Generaal gaf uiteindelijk de stadhouder van Overijssel, graaf van Rennenberg, de opdracht om Deventer te veroveren op de Spaansgezinde troepen. Graaf van Rennenberg was de opvolger van Claudius van Berlaymont, die kort ervoor door de Staten was ontslagen wegens zijn trouw aan Filips II. Twee maanden na de vergadering in Zutphen, op 3 augustus, kwam Rennenberg aan bij de stad. Zijn leger bestond uit 10 detachementen (circa 1300 soldaten), bestaande uit soldaten uit Holland (vijf vendels) en Friesland. Rennenberg had Kampen, de enig andere stad in Overijssel die nog niet onder gezag van de Staten-Generaal stond, al veroverd op Spaansgezinde troepen.
Toen de garnizoensleiding de eerste tekenen van de komende belegering zag, liet het de stadsbestuurders het besluit nemen dat alle personen die niet geschikt waren om arbeid te verrichten de stad moesten verlaten. Zodoende behoefden deze niet onderhouden te worden van in de stad aanwezige voorraden. Aan deze aanwijzing werd echter maar door weinigen gehoor gegeven, omdat de mensen elders nog minder overlevingskansen zagen. Kerken en gildes gaven de armen geld zodat ze zich van de eerste levensbehoeften konden voorzien. Burgers die hielpen met de verdediging van de stad kregen van het Duits garnizoen voedsel aangeboden. Bij de verdediging van de stad werden onder andere haakbussen gebruikt.

## De belegering

### Aankomst van Rennenberg

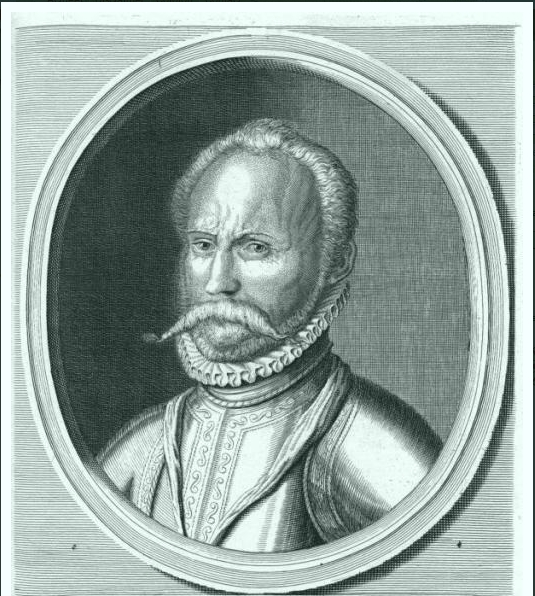
Diederik Sonoy

Het leger van Rennenberg was pas één dag bij Deventer, maar zorgde er op 4 augustus meteen voor dat de molens die bij Deventer stonden, afbrandden. Ook liet Rennenberg de IJssel afsluiten voor scheepvaartverkeer door de rivier te blokkeren met een aantal schepen, waaronder een oorlogsschip. Deze blokkade was niet compleet, zodat schepen, zij het met groot gevaar, toch nog van en naar de stad konden varen. Ook bezette het leger, onder leiding van Diederik Sonoy, de hoogten nabij de Noordenbergpoort, waarop de windmolens stonden. Vanaf hier kon hij de Noordenbergpoort en de achterliggende stad beschieten. Vanaf de Noordenbergtoren werden de stellingen van Sonoy op hun beurt door het Duitse garnizoen bestookt. Ter bescherming van zijn eigen troepen liet Sonoy rondom de hoogten een wal aanleggen, waardoor een aarden schans ontstond. Ook liet hij door boeren een loopgraaf graven naar de Brinkpoort. Deze boeren waren door Rennenberg gecontracteerd als pioniers, die de schansen moesten graven, omdat zijn soldaten enkel opdracht hadden om te vechten en eventueel verschansingen te versterken. Het opwerpen of graven van nieuwe verschansingen behoorde niet tot de taken van de soldaten.
Door het laten graven van een loopgraaf, probeerde Sonoy dicht bij de stadsgracht te komen die hij vervolgens wilde laten dempen. Om dit uit te voeren moesten zijn troepen eerst de wachtposten op de Noordenbergpoort en andere bolwerken aan deze kant van de stad uitschakelen. De Duitse verdedigers wilden voorkomen dat de boeren de gracht zouden bereiken en zij vielen de boeren aan. Hierbij vielen veel slachtoffers onder de boeren, maar met een tegenaanval schoten Staatse troepen hen te hulp. Ook de Duitsers leden hierbij grote verliezen en moesten zich terugtrekken. Nadat de Duitse troepen terug de stad ingedreven waren wilde Sonoy de boeren weer aan het werk hebben. Vanwege het grote aantal slachtoffers door de Duitse uitval weigerden zij dit.
Gelderse troepen, die wederom onder leiding stonden van Hegeman, beschoten de stad vanaf een bolwerk op de westoever van de IJssel. De paalbrug van Deventer werd door de Geldersen op 1 september in brand gestoken. Dit gebeurde "meer uyt nijdt dan profijt". De brug zou twee dagen hebben gebrand.

### Aanval op de Noordenbergpoort

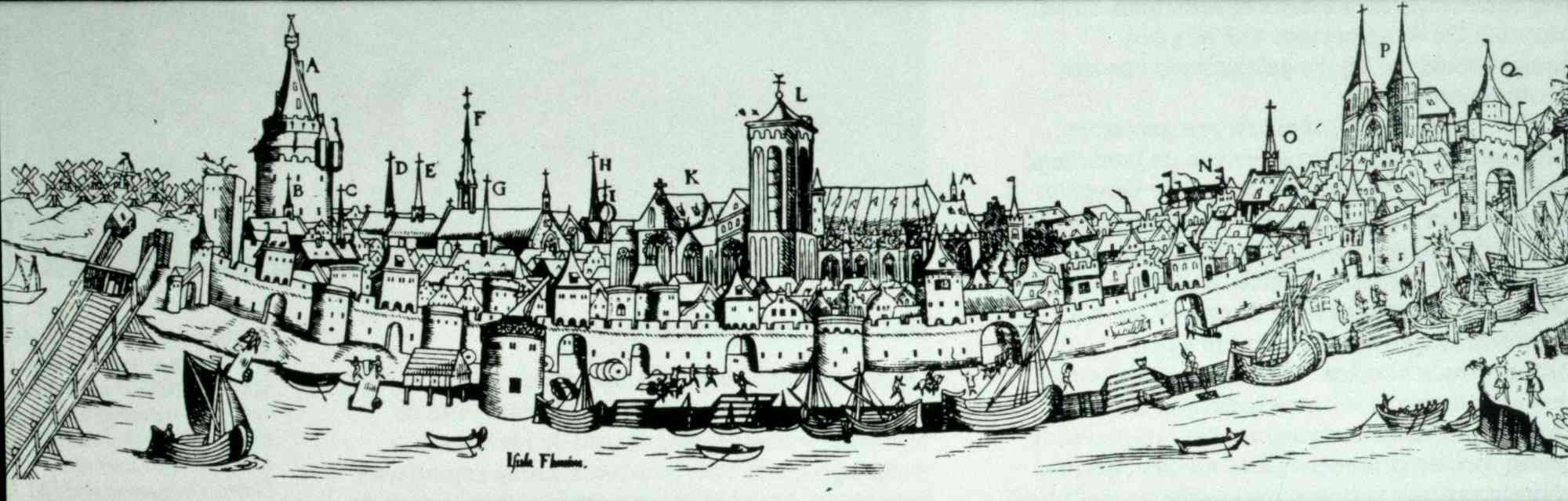
Gezicht op Deventer met links de Noordenbergpoort.

Sonoy had een aanvalstactiek bedacht waarmee de Staatse troepen de Noordenbergpoort, en de daar deel van uitmakende Noordenbergtoren, konden veroveren. Hij wilde dit bewerkstelligen door middel van het graven van tunnels die de belegeraars in de stad zouden brengen. Na verloop van tijd ontdekten de belegerden deze tactiek echter en zij begonnen met het graven van tunnels in tegengestelde richting. Op 3 september was het zo ver dat beide partijen elkaar ondergronds tegenkwamen. Troepen uit de stad waren hierop voorbereid en zij bliezen giftige rook in de gangen. Bij de gevechten die hierop volgden, werden de belegeraars verdreven. De dagen erna vonden er weer gevechten plaats in de gangen en de aanvallers rukten daarbij steeds verder op in de richting van de stad. De Duitse verdedigers sloten uiteindelijk het gangenstelsel van hun kant af met een zwaar ijzeren hek. De Noordenbergtoren was door de beschietingen vanaf de schans van Sonoy gaan wankelen, waarna de top van de toren op 27 september er vanaf viel. De val van het dak maakte zoveel lawaai, dat het " van binnen waanen deed, dat het gansche gebouw daar heen viel, en hun een storm was naakende." Hierbij vielen echter geen gewonden.
Overdag schoten de Staatse troepen van hun gemaakte schans met kanonnen op de stad. Ze schoten echter maar 10 tot 20 kanonskogels per dag af, die amper schade toebrachten aan de stad. Na verloop van tijd werd het aantal schoten wel verhoogd, maar dit had weinig effect. Een aantal buiten de stad gelegen aanzienlijke gebouwen, zoals het stift Ter Hunnepe aan de Schipbeek, het vrouwenklooster Diepenveen en het hof te Kolmenschate werden gedurende het beleg wel verwoest.

### Situatie in de stad

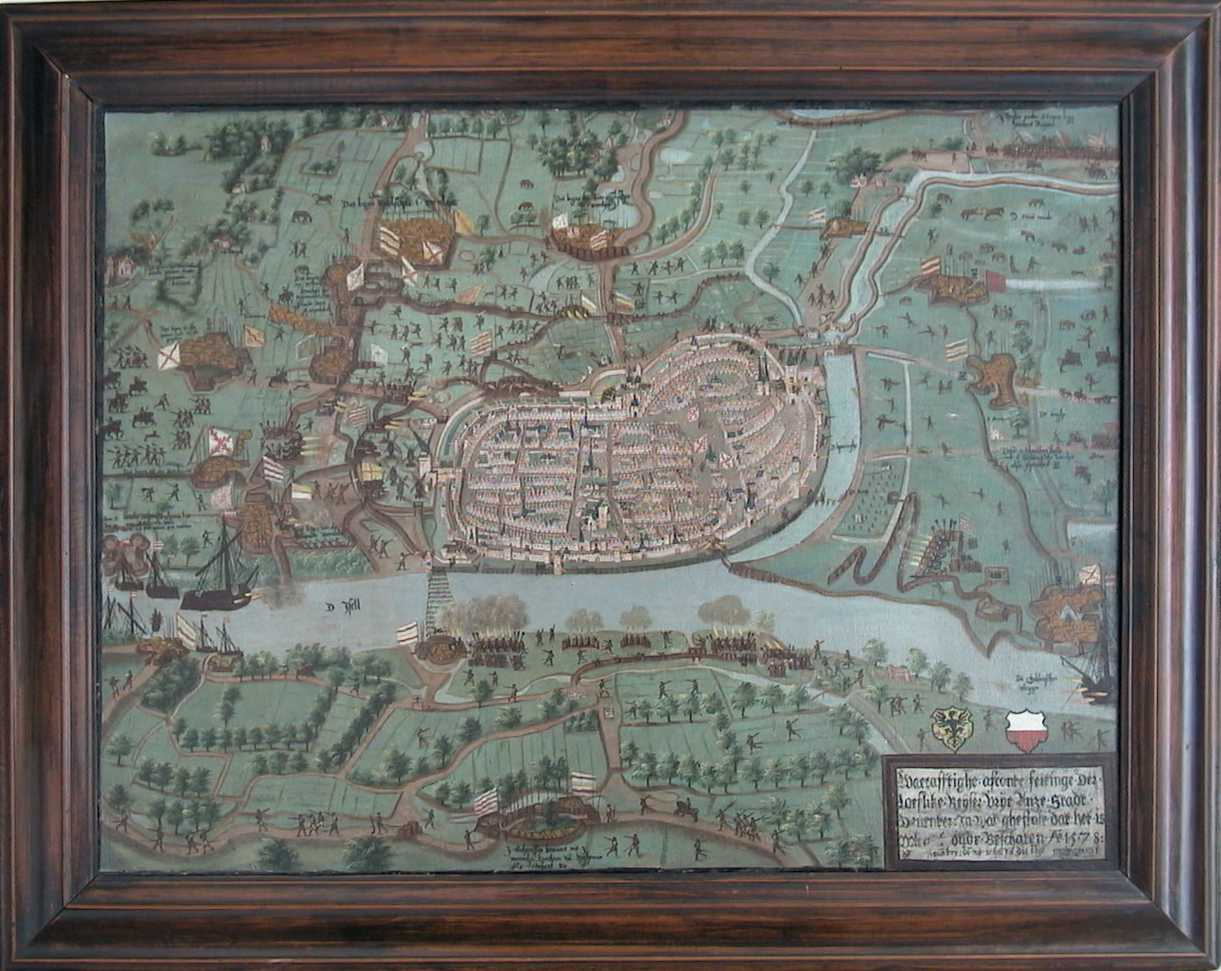
Deventer tijdens het beleg in 1578

De druk op de stad werd in de loop der tijd alsmaar groter. Daarom besloot de garnizoensleiding op 24 september een uitval te laten doen naar de schans van Sonoy, iets wat op 2 en 8 september ook al geprobeerd was. De wachtposten en bewakers van de Staatsen, die ook 's nachts patrouilleerden in verband met mogelijke uitvallen, werden ditmaal verrast en gemakkelijk uitgeschakeld. Uiteindelijk konden de aanvallers zelfs in het kamp van Sonoy doordringen en maakten wapens en proviand buit. Delen van het kamp werden in brand gestoken en soldaten die zich verzetten werden gedood. Daarnaast werden ook enkele krijgsgevangenen gemaakt. Een paar Duitse soldaten raakten echter te ver uit de stad en zij werden opgepakt door Staatse troepen. Een van die soldaten was Ytelrijch van Schoonauw, die de rang van vaandrig had, en een broer was van Hans Friedrick van Schoonauw die van buitenaf moest zorgen voor een ontzet van de stad. Ytelrijch werd uitgehoord over de situatie in de stad. Daarnaast werd gebruikgemaakt van herauten (boodschappers) om de standpunten van de andere partij te horen. De herauten die werkten voor Rennenberg hadden ook opdracht om de burgerij op te zetten tegen het garnizoen.
De garnizoenssoldaten misdroegen zich vaak. Ze hadden de bevolking van de stad ontwapend. Door de misdragingen kwamen de burgers steeds meer in opstand tegen het Duitse garnizoen. Om de bevolking in de hand te houden, besloot de garnizoensleiding een overeenkomst met de Deventenaren aan te gaan, waarin ze beloofden zich van onrecht en wreedheden te zullen onthouden. Van de bevolking verlangde het garnizoen dat zij meehielp met het versterken van de verdedigingswerken. Op een bijeenkomst op het Grote Kerkhof bij de Lebuinuskerk, gaf de bevolking echter aan hier niet mee in te stemmen. In de praktijk hielden de Duitsers zich ook niet aan de overeenkomst. Zo vonden ze dat niet genoeg soldij gekregen en ze besloten daarom het goud- en zilverwerk van de kerken in beslag te nemen. Dit edelmetaal, waaronder drie zilveren schrijnen met relieken van Lebuinus, Radboud en Marcellinus, werd in een plechtige optocht naar de Deventer Munt gebracht om er vierkante munten van te laten slaan. Ook braken de soldaten enkele houten huizen af om zich tijdens de koude dagen van brandhout te voorzien.
De garnizoensleiding herhaalde tijdens het beleg een aantal malen het bevel dat personen die geen kostwinner, geestelijke of bestuurder waren de stad moesten verlaten. Hier werd wederom amper gehoor aan gegeven door de bevolking. Begin november werd er door het bestuur van de Bergkerk en twee gilden in totaal 250 goudgulden (circa 7000 stuivers) uitgedeeld aan de armen onder de bevolking.

### Adviezen van Van den Kornput
Graaf van Rennenberg had zijn eigen zorgen. De Hollandse troepen van zijn leger werden teruggeroepen door het gewest Holland. Rennenberg was hier heel ontstemd over en besloot daarom het garnizoen dat in Kampen gelegerd was, naar Deventer te roepen. Het gewest Holland was hier niet blij mee en wendde zich tot Willem van Oranje. Deze had echter voldoende vertrouwen in Rennenberg, waarna het garnizoen naar Deventer kon vertrekken. Dit garnizoen, bestaande uit circa 1000 Franse soldaten onder leiding van Antonis van Glimes, arriveerde ongeveer op het moment dat de Hollandse vendels vertrokken.
Johan van den Kornput kwam Rennenberg van adviezen voorzien. Van den Kornput had onder andere geholpen bij de verdediging van Aalst. Het eerste advies, om de Bergpoort aan te vallen, ondervond veel weerstand bij andere officieren en werd daarom niet uitgevoerd. Intussen bleven de beschietingen van Deventer doorgaan, vooral op de Zandpoort. Andere adviezen van Van den Kornput werden wél overgenomen door de legerleiding van Rennenberg. Zo werden diverse schansen en torens rondom de stad gebouwd, zodat het gehele gebied goed te overzien was door de Staatse troepen. Nu kon de stad niet meer worden voorzien van nieuwe munitie en proviand van buitenaf. Het was voor het eerst sinds het beleg van Alesia in de Romeinse tijd, dat een soort circumvallatielinie aangelegd werd. Van den Kornput noemde dit dan ook een "nieuw maniere van schantzen". Daarnaast adviseerde hij het grachtwater om te leiden, hetgeen ook uitgevoerd werd. Het lukte ook om gangen te graven waarmee de bolwerken van de stad ondermijnd werden. Een derde uitgevoerd advies was om de stad vooral vanaf de westoever van de IJssel te bestoken met kanonnen.

### Overgave
Het Duitse garnizoen in de stad Deventer weigerde lange tijd zich over te geven, ook nadat het tweemaal achter elkaar slecht nieuws te horen kreeg. Een eerste maal was toen het bericht de stad bereikte dat Don Juan van Oostenrijk op 1 oktober overleden was. Een tweede maal was toen de stad te horen kreeg dat de kans op ontzet door een Duits leger onder leiding van Hans Friedrich van Schoonauw verkeken was, omdat dit leger nabij Bottrop verslagen was. De laatste hoop van de belegerden was het leger van Johan Stuper dat de stad zou kunnen ontzetten. Na verloop van tijd bleek dit leger omgekeerd te zijn en de Rijn te hebben overgestoken. De voorraden voedsel en munitie in de stad raakten op. De garnizoensleiding besloot daarom om tot onderhandeling met Rennenberg over te gaan. Na vijf dagen onderhandelen werd een verdrag getekend waarbij de stad zich overgaf aan de Staatse troepen.

## Nasleep

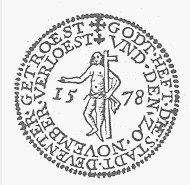
Afdruk van de geslagen munt na de Staatse overwinning

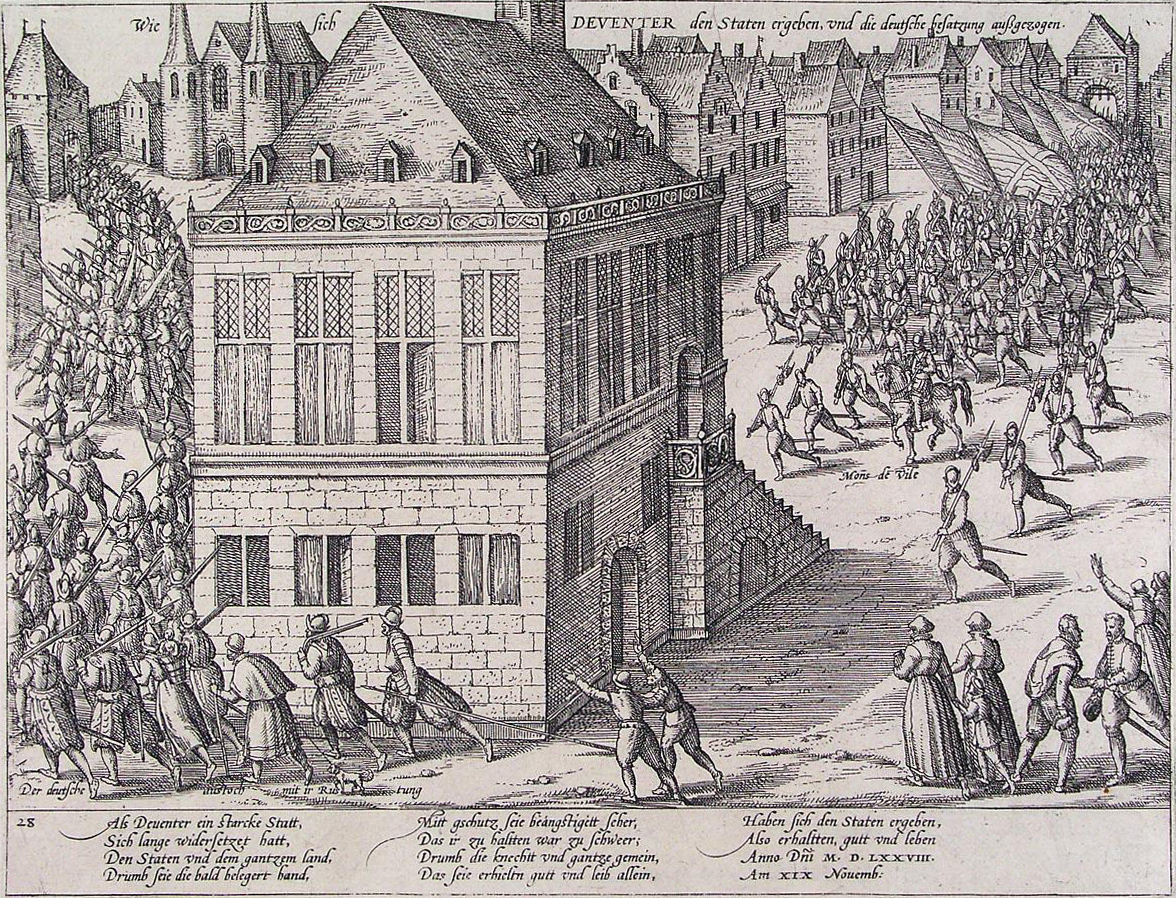
Aftocht van de Duitse troepen na de inname van Deventer. Rennenberg is rechts op een paard afgebeeld. (Mons. de Vile) Frans Hogenberg

### Vertrek Duitsers, komst Staatsen
Het garnizoen, nog 600 man sterk, mocht de stad Deventer met have en goed, en opgerolde vaandels, verlaten. Eerder waren al krijgsgevangenen uitgewisseld. De soldaten werden begeleid tot de Duitse grens nabij Bocholt en er werd overeengekomen dat ze gedurende drie maanden niet actief in de Republiek zouden zijn. Om hun spullen te vervoeren, werden wagens uitgeleend door de Staatse troepen. Ondertussen trokken Staatse troepen de stad in, onder leiding van Gelderse vendels, waar onder meer honderd ruiters deel van uitmaakten. Aan de Waalse troepen, die deel uitmaakten van Rennenbergs leger, werd door Rennenberg snel hun achterstallige soldij betaald, waarna ze naar huis werden gestuurd. Zo werd het gevaar van plundering door deze troepen voorkomen. De belegering van Deventer had de Staten-Generaal veel geld gekost. Aan loonkosten was het al 76.300 gulden kwijt en aan munitie- en materiaalkosten nog eens 17.200 gulden. Omgerekend naar de koopkracht van 2007 is het gelijk aan 1.500.000 euro loonkosten en 330.000 euro munitie- en materiaalkosten.
Ter gelegenheid van de inname van de stad werden door de Deventer Munt speciale munten geslagen met de opdruk: "Godt heft die stadt Deventer getroest und den 20 november verloest 1578. Ick voede min jongen met min bloet bis ik vertere min lif en goedt." (De tweede regel staat op de achterzijde) In Deventer werd na de inname door Staatse troepen een religievrede afgekondigd, waardoor zowel katholieken als gereformeerden hun geloof vrij konden uitoefenen. In sommige kerken werden na de inname zowel katholieke als calvinistische diensten gehouden.

### Vertrek van Rennenberg
Na de inname van Deventer verdeelde Rennenberg zijn troepen over verschillende steden waarover hij landvoogd was, met uitzondering van de Gelderse vendels die in Deventer achterbleven en een vendel dat naar Zeeland werd gestuurd. Rennenberg zelf reisde naar Antwerpen. In Antwerpen kreeg hij bericht dat de Gelderse troepen zich misdroegen, daarom kreeg hij het verzoek van het stadsbestuur om de troepen uit de stad terug te trekken. Aan de stad werd beloofd dat de Gelderse troepen niet lang zouden blijven, maar dat deze snel terug konden keren wanneer de bestuurders dat nodig achtten. Nadat het stadsbestuur een garnizoen had samengesteld uit de eigen bevolking, vertrok uiteindelijk op 10 februari 1579 het Gelderse garnizoen uit Deventer. Het Deventer garnizoen bestond nu uit acht vendels die onder leiding stonden van meenslieden, leden van de gezworen gemeente, die zichzelf hadden benoemd tot officier.

### Verder verloop
In 1579 was de angst in de stad groot dat Spaansgezinde troepen de stad zouden willen heroveren. Op aandringen van de meenslieden werd de stadsmuur op de zwakke punten versterkt. Daarnaast werden mensen die van buiten de stad kwamen zeer wantrouwend bekeken. Om er zeker van te zijn dat hier geen mensen tussen zaten die voor de Spanjaarden werkten, werd nieuwvestigers verplicht zich eerst te melden bij de burgemeesters. Herbergiers dienden aan de magistraten door te geven aan welke gasten ze onderdak boden. Om de eigen bevolking in de hand te houden, stelde het stadsbestuur op 7 december 1579 weer de doodstraf in op het dienst nemen bij een vijandig leger.
Door onder meer de belegering in 1578 viel de handel in Deventer grotendeels stil. De meeste jaarmarkten, de momenten waar de meeste goederen werden verhandeld, gingen tot 1606 niet door. Deventer probeerde de handel wel weer op te pakken na het beleg, maar Amsterdam had de functie van stapelplaats van Deventer grotendeels overgenomen. Daarnaast was de voornaamste handelsroute van Holland naar Duitsland verlegd van Deventer naar Zwolle. Ten slotte werd de handel van boter en kaas in de Hollandse steden zelf opgezet, waar ook diverse waaggebouwen werden gebouwd. De belegering, en het verdwijnen van de handel, zorgde er ook voor dat het inwonertal in Deventer flink daalde. In 1578 woonden er nog 8000 tot 10.000 mensen in de stad, maar na de belegering, en opvolgende tegenspoed, daalde het inwoneraantal naar circa 4000 personen.
De situatie in het noorden van de Nederlanden veranderde in de jaren na het beleg. De katholieke graaf van Rennenberg liep op 3 maart 1580 over van de Staatse naar de Spaanse zijde. Hij probeerde met opruiende brieven de steden in Overijssel, waaronder Deventer, naar zijn kant over te halen. Als reactie daarop werden in Deventer religieuze beelden van de Lebuinuskerk en de Bergkerk, evenals in de kloosters en gasthuizen, vernield. In het zuiden was de hertog van Parma Alexander Farnese begonnen met een opmars. Alexander Farnese was de opvolger van Don Juan van Oostenrijk. Hij veroverde een groot aantal steden en samen met het gebied van Rennenberg, die steden vanuit het noorden aanviel, had hij al snel een groot deel van de Nederlanden in handen. Deventer viel uiteindelijk door verraad van de Engelse officieren William Stanley en Rowland York, die de militaire leiding hadden in de stad, in 1587 weer in Spaanse handen. In 1588 keerden de kansen weer. Doordat het slecht ging in Spanje zelf en een groot deel van het Spaanse leger, inclusief Alexander Farnese, door Filips II naar Frankrijk werd gestuurd om tegen Hendrik IV van Frankrijk in de Hugenotenoorlog te vechten. Prins Maurits maakte hier gebruik van en in de tien jaren die volgden, veroverde hij een groot aantal steden. In het jaar 1591 heroverde Maurits de stad Deventer weer op de Spanjaarden, tijdens het tweede beleg van Deventer. De dertien jaar tussen de belegeringen van 1578 en 1591 werden in Deventer ook wel de Quade jaren genoemd.

## Sporen uit de tijd van het beleg
Sporen uit de tijd van het beleg van 1578 zijn in Deventer schaars. Zo is de Noordenbergtoren in 1778 afgebroken, nadat het gebouw zijn functie had verloren en het niet meer werd gebruikt als opslagplaats voor kruit. De stadsmuren voldeden in de 17e eeuw niet meer als verdedigingswerken, waarna ze werden vervangen door aarden wallen, die werden aangelegd volgens het Oud Nederlands vestingstelsel. In Deventer betekende dat in de periode 1610 tot 1630 grote delen van de stadsmuren en bijbehorende torens werden afgebroken. Aan de zijde van de IJssel en de Schipbeek bleven de muren nog wel staan. Tussen deze muren werden in die tijd kleine huizen gebouwd. Straten in het centrum van Deventer die in de naam Achter de muren hebben, zoals Achter de muren Zandpoort danken hun naam aan deze ontwikkelingen. De natuurlijke haven die ontstond door de monding van de Schipbeek in de IJssel, is grotendeels in de jaren 30 van de 20e eeuw gedempt ten bate van de Wilhelminabrug. Het laatste gedeelte van de oude haven is in 1954 gedempt. De loop van de Schipbeek was daarvoor al aangepast, waardoor de beek ten zuiden van Deventer al in de IJssel uitmondt.
Andere sporen uit de tijd van het beleg zijn in Deventer ook te vinden. Zo is in een parkeergarage aan de Gibsonstraat de fundering te bezichtigen van de Noordenbergtoren die daar in 1988 werd blootgelegd. In het plaveisel van de straat zijn de afmetingen van de toren uitgezet. Aan de Walstraat zijn in 2007, tijdens de realisatie van een doorbraak om het centrum met het Boreelterrein te verbinden, restanten gevonden van de binnen- en buitenmuur van de stad. Ook ter hoogte van de Sijzenbaan zijn in 2003 restanten gevonden van de buitenste stadsmuur, inclusief toren. Een klein gebied op de westoever van de IJssel wordt vanouds het Bolwerk genoemd. De namen Bolwerksplas en Bolwerksmolen refereren hieraan. In Diepenveen, net ten noorden van Deventer, staat nog een kerkje dat deel uitmaakte van het in 1578 gedurende het beleg verwoeste Vrouwenklooster.